# 43025 Валюша
43025 Валюша (43025 Valusha) — астероїд головного поясу, відкритий 1 листопада 1999 року.
Тіссеранів параметр щодо Юпітера — 3,552.